# Maligne Range
Die Maligne Range ([məˈliːn ɹˈe͡ɪnd͡ʒ]) ist eine Bergkette der kanadischen Rocky Mountains und dort Teil der Central Front Ranges. Sie liegt im Jasper-Nationalpark zwischen den Tälern des Athabasca Rivers im Westen und des Maligne Rivers im Osten. Nach Süden wird sie durch die Endless Chain Ridge begrenzt. An ihrem nordwestlichen Ende grenzt sie an die Stadt Jasper.

## Etymologie
Der Name nimmt Bezug auf den Maligne River, der aufgrund seiner Wildwasser von Pierre-Jean De Smet als französisch maline oder maligne, deutsch boshaft, trickreich, bezeichnet wurde.